# 100 das espécies exóticas invasoras mais daninhas do mundo

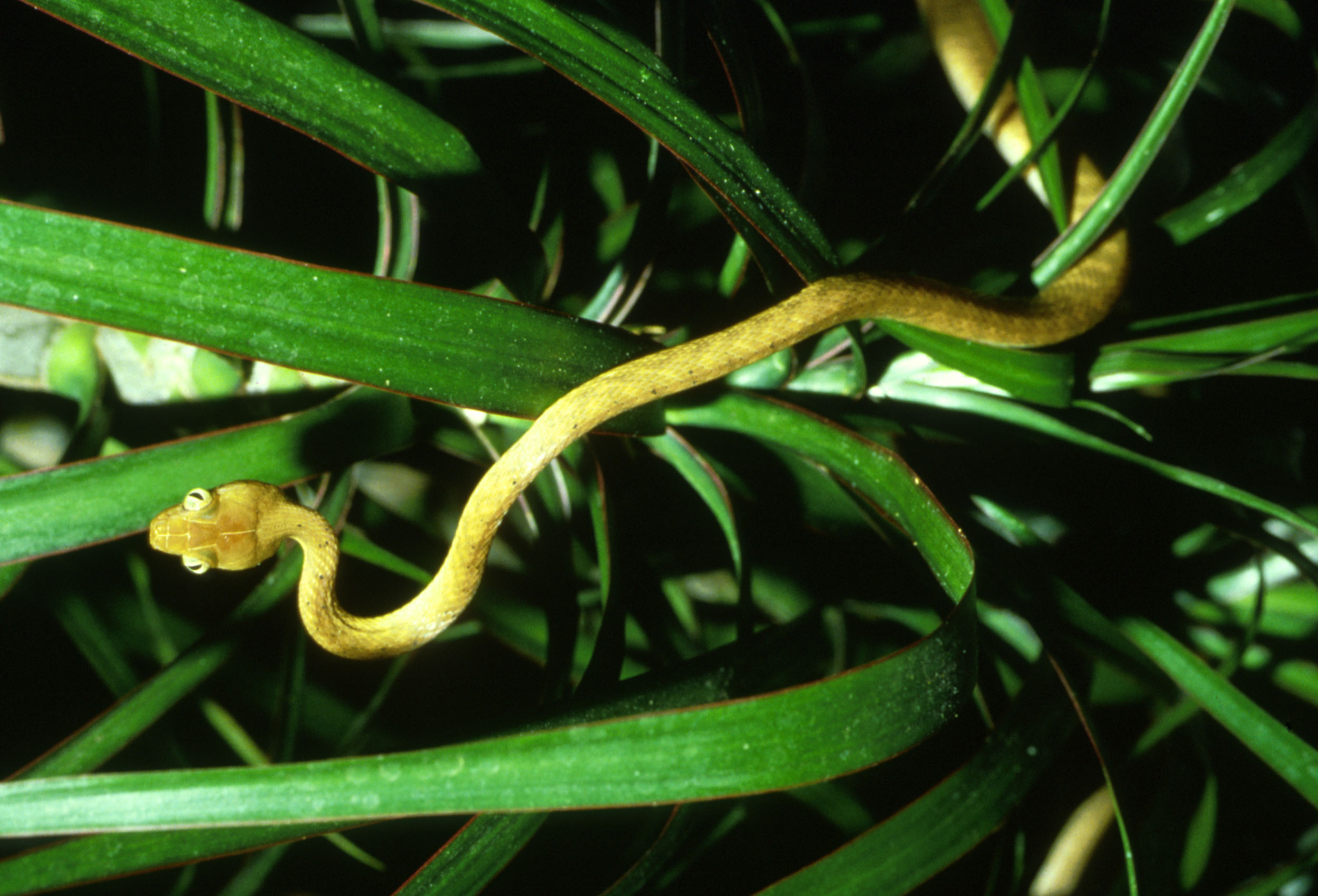
A cobra-arbórea-café (Boiga irregularis) é conhecida por exterminar as aves florestais nativas de Guam quase na sua totalidade.

100 das espécies exóticas invasoras mais daninhas do Mundo é uma lista elaborada pelo Grupo Especialista de Espécies Invasoras (GEEI) da Comissão de Sobrevivência de Espécies (CSE) da União Internacional para a Conservação da Natureza (UICN), com o fim de conscientizar sobre a complexidade, importância e consequência das espécies exóticas invasoras. Aparece citada em numerosos trabalhos científicos.
Os critérios seguidos para incluir uma espécie na lista têm sido:
- Severidade do seu impacto sobre a biodiversidade ou as actividades humanas.
- Ser exemplo ilustrativo de importantes temas relacionados com as invasões biológicas.

Para os exemplos serem os mais variados possíveis, só se incluiu uma espécie por género; por isso, caso uma espécie não esteja incluída na lista, não indica que seu dano ao meio ambiente seja menor.
Segue-se a lista completa das espécies que figuram na publicação elaborada pela UICN. A coluna «Motivo» é uma ligação à ficha do Global Invasive Species Database, onde se detalha a ecologia e a distribuição da espécie, bem como os motivos para sua inclusão na lista.

## Lista
| Espécies                                    | Tipo            | Nome(s) comum(s)                                                                                  | Motivo | Imagem |
| ------------------------------------------- | --------------- | ------------------------------------------------------------------------------------------------- | ------ | ------ |
| Acacia mearnsii                             | Arbusto         | Acácia-negra, acácia-australiana                                                                  |        |        |
| Achatina fulica                             | Molusco         | Caracol-gigante-africano                                                                          |        |        |
| Acridotheres tristis                        | Ave             | Maína-comum                                                                                       |        |        |
| Aedes albopictus                            | Insetos         | Mosquito-tigre                                                                                    |        |        |
| Anopheles qrimaculatus                      | Insetos         | Mosquito-da-malária                                                                               |        |        |
| Anoplolepis gracilipes                      | Insetos         | Formiga-louca, formiga-zangona                                                                    |        |        |
| Anoplophora glabripennis                    | Insetos         | Escaravelho-asiático-de-antenas-largas                                                            |        |        |
| Aphanomyces astaci                          | Fungo           | Afanomicosis / Peste do lagostim                                                                  |        |        |
| Ardisia elliptica                           | Árvore          | Shoebutton ardisia                                                                                |        |        |
| Arundo donax                                | Erva            | Cana-do-reino, Cana comum, cana brava                                                             |        |        |
| Asterias amurensis                          | Estrela-do-mar  | Estrela-do-mar-japonesa                                                                           |        |        |
| Vírus do topo em leque da bananeira         | Vírus           | Vírus do topo em leque da bananeira                                                               |        |        |
| Batrachochytrium dendrobatidis              | Fungo           | Quitridiomicosis cutánea                                                                          |        |        |
| Bemisia tabaci                              | Insetos         | Mosca-branca-do-tabaco                                                                            |        |        |
| Boiga irregularis                           | Réptil          | Cobra arbórea café                                                                                |        |        |
| Bufo marinus = Rhinella marina              | Anfíbio         | Sapo-de-cana, sapo-neotropical-gigante, sapo-boi, cururu                                          |        |        |
| Capra aegagrus hircus                       | Mamífero        | Cabra                                                                                             |        |        |
| Carcinus maenas                             | Crustáceo       | Caranguejo do mar comum                                                                           |        |        |
| Caulerpa taxifolia                          | Alga            | Caulerpa                                                                                          |        |        |
| Cecropia peltata                            | Árvore          | Embaúba, caxeta                                                                                   |        |        |
| Cercopagis pengoi                           | Crustáceo       | Pulga espinhosa de anzuelo                                                                        |        |        |
| Veado vermelho                              | Mamífero        | Cervo-comum, cervo-vermelho, veado                                                                |        |        |
| Chromolaena odorata                         | Erva            |                                                                                                   |        |        |
| Cinara cupressi                             | Inseto          | Áfido-de-ciprés                                                                                   |        |        |
| Cinchona pubescens                          | Árvore          | Quino, kina, quinina roja, cascarilla                                                             |        |        |
| Clarias batrachus                           | Peixe           | Peixe-gato-andador                                                                                |        |        |
| Clidemia hirta                              | Arbusto         | Clidemia                                                                                          |        |        |
| Coptotermes formosanus                      | Inseto          | Termita-subterrânea-da-formosa                                                                    |        |        |
| Corbula amurensis = Potamocorbula amurensis | Molusco         | Amêijoa-asiática, amêijoa-chinesa                                                                 |        |        |
| Cryphonectria parasitica                    | Fungo           | Cancro-do-castanheiro                                                                             |        |        |
| Cyprinus carpio                             | Peixe           | Carpa-comum, carpa-europeia                                                                       |        |        |
| Dreissena polymorpha                        | Molusco         | Mexilhão-zebra                                                                                    |        |        |
| Eichhornia crassipes                        | Planta aquática | Jacinto-de-água-comum, aguapé                                                                     |        |        |
| Eleutherodactylus coqui                     | Anfíbio         | Coquí-comum                                                                                       |        |        |
| Eriocheir sinensis                          | Crustáceo       | Caranguejo de Shanghai                                                                            |        |        |
| Euglandina rosea                            | Molusco         | Caracol-lobo                                                                                      |        |        |
| Euphorbia esula                             | Erva            | Lechetrez-frondoso                                                                                |        |        |
| Fallopia japonica = Polygonum cuspidatum    | Arbusto         | Falópia-japonesa                                                                                  |        |        |
| Felis catus                                 | Mamífero        | Gato, gato doméstico                                                                              |        |        |
| Gambusia affinis                            | Peixe           | Peixe mosquito                                                                                    |        |        |
| Hedychium gardnerianum                      | Erva            | Gengibre-havaiano, conteira, jarroca, roca                                                        |        |        |
| Herpestes javanicus                         | Mamífero        | Mangusta-javanesa                                                                                 |        |        |
| Hiptage benghalensis                        | Arbusto         | Hiptage                                                                                           |        |        |
| Imperata cylindrica                         | Erva            | Caniço-branco                                                                                     |        |        |
| Lantana camara                              | Arbusto         | Camará, cambará-de-cheiro                                                                         |        |        |
| Lates niloticus                             | Peixe           | Perca-do-nilo                                                                                     |        |        |
| Leucaena leucocephala                       | Árvore          | Peladeira, liliaque, huage, guaje, acácia-pálida                                                  |        |        |
| Ligustrum robustum                          | Arbusto         | Ligustro                                                                                          |        |        |
| Linepithema humile                          | Inseto          | Formiga argentina                                                                                 |        |        |
| Lymantria dispar                            | Inseto          | Lagarta peluda, mariposa cigana                                                                   |        |        |
| Lythrum salicaria                           | Erva            | Salgueirinha, salicária-púrpura, erva-carapau                                                     |        |        |
| Macaca fascicularis                         | Mamífero        | Macaco-cinomolgo                                                                                  |        |        |
| Melaleuca quinquenervia                     | Árvore          | Cayeputi-australiano                                                                              |        |        |
| Miconia calvescens                          | Árvore          | Micônia                                                                                           |        |        |
| Micropterus salmoides                       | Peixe           | Lubina-negra, haro, perca-americana, lobina-negra, robalo                                         |        |        |
| Mikania micrantha                           | Trepadora       | Guaco                                                                                             |        |        |
| Mimosa pigra                                | Arbusto         | Carpincheira (mimosa)                                                                             |        |        |
| Mnemiopsis leidyi                           | Ctenóforo       | Ctenóforo-americano                                                                               |        |        |
| Mus musculus                                | Mamífero        | Rato-comum, murganho                                                                              |        |        |
| Mustela erminea                             | Mamífero        | Arminho                                                                                           |        |        |
| Myocastor coypus                            | Mamífero        | Nutria, caxingui, ratão-d'água                                                                    |        |        |
| Myrica faya                                 | Arbusto         | Faia, samouco                                                                                     |        |        |
| Mytilus galloprovincialis                   | Molusco         | Clochina, mexilhão-mediterrâneo, mexilhão-rúbio                                                   |        |        |
| Oncorhynchus mykiss                         | Peixe           | Truta-arco-íris                                                                                   |        |        |
| Ophiostoma ulmi                             | Fungo           | Grafiosis-do-olmo                                                                                 |        |        |
| Opuntia stricta                             | Arbusto         | Nopal-tuneiro-costeiro, chumbera                                                                  |        |        |
| Oreochromis mossambicus                     | Peixe           | Tilápia-de-moçambique                                                                             |        |        |
| Oryctolagus cuniculus                       | Mamífero        | Coelho-comum, coelho-europeu                                                                      |        |        |
| Pheidole megacephala                        | Inseto          | Formiga-leona                                                                                     |        |        |
| Phytophthora cinnamomi                      | Oomycete        | Podridão de raiz, doença da tinta                                                                 |        |        |
| Pinus pinaster                              | Árvore          | Pinheiro-rodeno, pinheiro-marítimo, pinheiro-rubial, pinheiro-resineiro                           |        |        |
| Plasmodium relictum                         | Microrganismo   | Malária-aviária                                                                                   |        |        |
| Platydemus manokwari                        | Lesma           | Lesma-plana                                                                                       |        |        |
| Pomacea canaliculata                        | Molusco         | Ampulária, arauá                                                                                  |        |        |
| Prosopis glandulosa                         | Árvore          | Mesquite-doce, mezquite                                                                           |        |        |
| Psidium cattleianum                         | Arbusto         | Araçá-amarelo, araçazeiro                                                                         |        |        |
| Pueraria montana var. lobata                | Trepadora       | Kudzu                                                                                             |        |        |
| Pycnonotus cafer                            | Ave             | Bulbul-cafre                                                                                      |        |        |
| Lithobates catesbeianus = Rana catesbeiana  | Anfíbio         | Rã-toro                                                                                           |        |        |
| Rattus rattus                               | Mamífero        | Rato-preto, rato-de-barco, rato-do-telhado, rato-comum, pericote                                  |        |        |
| Rubus ellipticus                            | Arbusto         |                                                                                                   |        |        |
| Salmo trutta                                | Peixe           | Truta-comum, truta-castanha, reo                                                                  |        |        |
| Salvinia molesta                            | Erva            | Salvínia-gigante                                                                                  |        |        |
| Schinus terebinthifolius                    | Árvore          | Pimenteiro-brasileiro, aroeira, aguaraíba                                                         |        |        |
| Sciurus carolinensis                        | Mamífero        | Esquilo das Carolinas, esquilo cinzento das Carolinas, esquilo cinzento oriental, esquilo do este |        |        |
| Solenopsis invicta                          | Inseto          | Formiga-vermelha-do-fogo                                                                          |        |        |
| Spartina anglica                            | Erva            | Espartina                                                                                         |        |        |
| Spathodea campanulata                       | Árvore          | Tulipeira-africana, chama-da-floresta                                                             |        |        |
| Sphagneticola trilobata                     | Erva            | Wedelia                                                                                           |        |        |
| Sturnus vulgaris                            | Ave             | Estorninho-malhado                                                                                |        |        |
| Sus scrofa                                  | Mamífero        | Javali                                                                                            |        |        |
| Tamarix pentandra = Tamarix ramosissima     | Arbusto         | Tamarindo-rosa, tamarisco, taraí-catina                                                           |        |        |
| Trachemys scripta elegans                   | Réptil          | Gigotea elegante, galápago da Flórida, tartaruga de orelhas vermelhas                             |        |        |
| Trichosurus vulpecula                       | Mamífero        | Cuzu-de-orelhas-grandes, cuzu-comum                                                               |        |        |
| Trogoderma granarium                        | Inseto          | Escaravelho-de-khapra                                                                             |        |        |
| Ulex europaeus                              | Arbusto         | Retama-espinhosa, espinilho, tojo                                                                 |        |        |
| Undaria pinnatifida                         | Alga            | Wakame                                                                                            |        |        |
| Vespula vulgaris                            | Inseto          | Vespa-comum                                                                                       |        |        |
| Vulpes vulpes                               | Mamífero        | Raposa-comum, raposa-vermelha                                                                     |        |        |
| Wasmannia auropunctata                      | Inseto          | Pequena-formiga-do-fogo                                                                           |        |        |